# NGC 3408
NGC 3408 ist eine spiralförmige Radiogalaxie vom Hubble-Typ Sc im Sternbild Großer Bär am Nordsternhimmel. Sie ist schätzungsweise 428 Millionen Lichtjahre von der Milchstraße entfernt und hat einen Durchmesser von etwa 100.000 Lichtjahren.
Das Objekt wurde am 8. April 1793 von Wilhelm Herschel entdeckt.